# Nauka (éditeur)
Pour l’article homonyme, voir Nauka (Station spatiale internationale).
Nauka (russe : Наука), dont le premier nom est russe : Академический научно-издательский, производственно-полиграфический и книгораспространительский центр Российской академии наук «Издательство „Наука“», fondé le 14 avril 1923 est un éditeur soviétique puis russe d'ouvrages universitaires.